# Гуарані (мова)
Мови Гуарані́ (місцева назва avañeʼẽ [ʔãʋãɲẽˈʔẽ]) — південноамериканська група індіанських мов (інколи класифікується як група однієї мови), поширених у Парагваї, Бразилії, Аргентині і Болівії.

## Опис

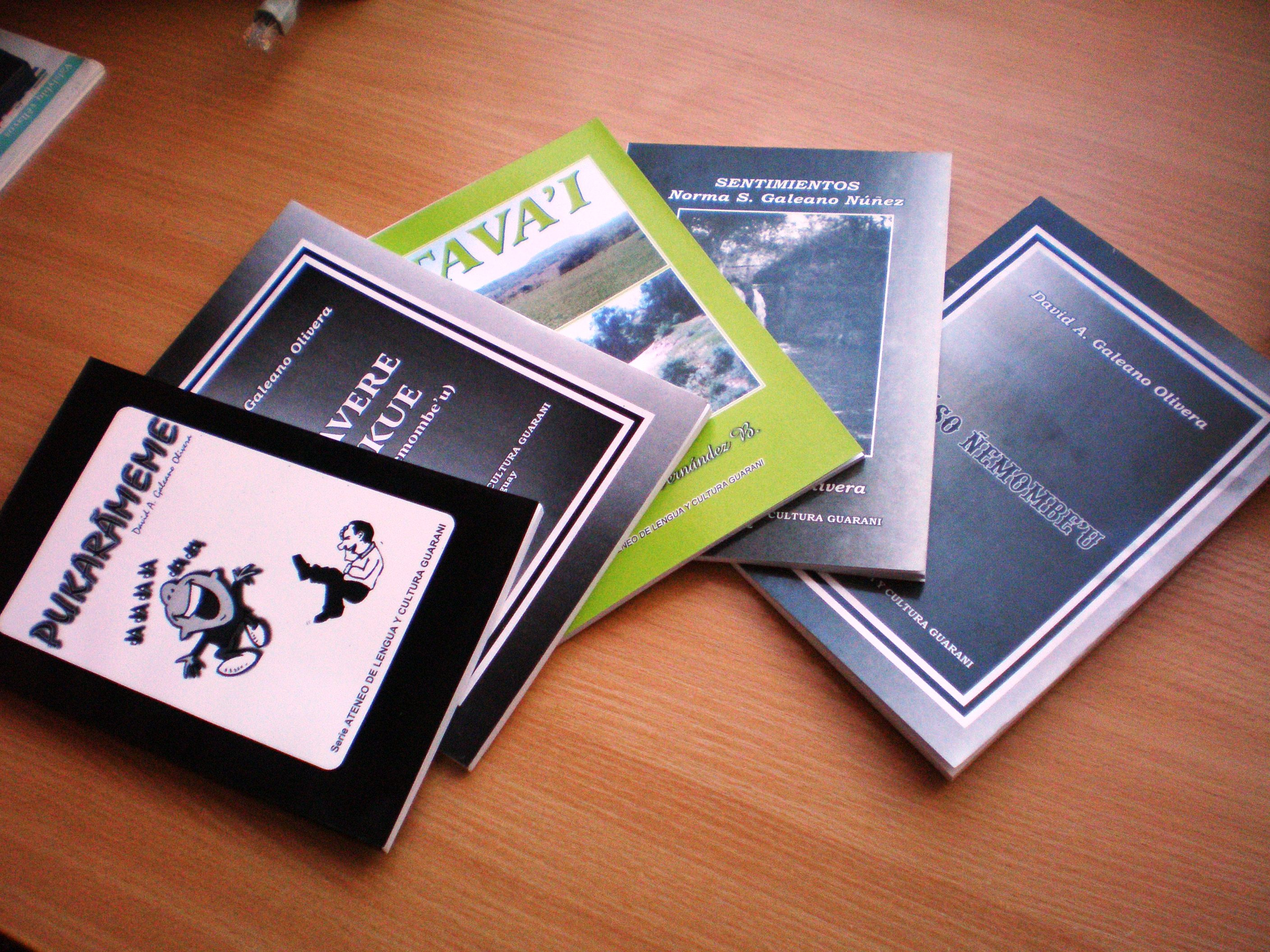
Книги на гуарані

Гуарані входить до мовної сім'ї тупі-гуарані, яка, своєю чергою вважається однією з складових частин тупійської макросім'ї. Гуарані поділяється на близько вісім мов або діалектів, з яких найпоширенішим є парагвайська гуарані (Парагвай, Бразилія). Класична гуарані, нині мертва, використовувалася в 17-18 століттях на території Парагваю в іспанських місіях. Особливими гілками є бразильська гуарані, або мб'я (Бразилія, Аргентина, Парагвай), і болівійська гуарані, або чирігуано (Болівія, Аргентина, Парагвай). Інші мови або діалекти гуаранійської групи — каїва, тап'єте (або ньяндева) і деякі інші.
У сім'ю тупі-гуарані разом з гуарані входить власне тупійська гілка. До неї відноситься колись широко поширена, а нині мертва мова тупінамба (стара тупі), або лінгва-жерал («спільна мова» португальською), яка в 16-17 сторіччях використовувалася як мова міжплемінного спілкування індіанців Бразилії. Тупінамба і класична гуарані були вельми близькими мовами. Сучасний нащадок тупінамба — ньєнгату, або сучасна тупі, якою говорить кілька тисяч людей в Бразилії, Колумбії та Венесуелі.
Парагвайською гуарані розмовляє близько 3 мільйонів мовців. У Парагваї гуарані є однією з двох національних мов (другою є іспанська). Нею володіє до 90 % населення, і близько половини парагвайців (в основному сільські жителі) є одномовними носіями гуарані. Серед двомовних парагвайців іспанська використовується в офіційних і формальних ситуаціях, гуарані — в побутових. До незнайомця звертаються іспанською, якщо він виглядає іноземцем; інакше — гуарані. Болівійською гуарані володіє від 35 до 70 тисяч осіб, бразильською гуарані — близько 5 тисяч.
Парагвайська гуарані вивчається з 17 століття. В наш час[коли?] мова відносно добре документована. Гуарані викладається в школах, хоча в системі освіти зберігається й іспанська мова. Існує орфографічний стандарт цієї мови. Парагвайська гуарані та інші тупі-гуаранійські мови є високо синтетичними мовами з складною морфологією. Префіксація домінує над суфіксацією. У гуаранійських мовах переважає активна конструкція пропозиції, тобто кодування агенса і пацієнса не залежить від перехідності дієслова. Ролі аргументів маркуються переважно афіксами в дієслові. З гуарані походить слово ягуар (від yagwá — «собака»). Назва рослини петунія — латинізована обробка тупі-гуаранійського слова, що позначало тютюн.

## Гуаранська Вікіпедія
Станом на 2018 рік Гуаранська Вікіпедія містить трохи понад 3000 статей, переглядається 220000 разів на місяць, але має лише 1 активного редактора.